# قصص الانبیاء

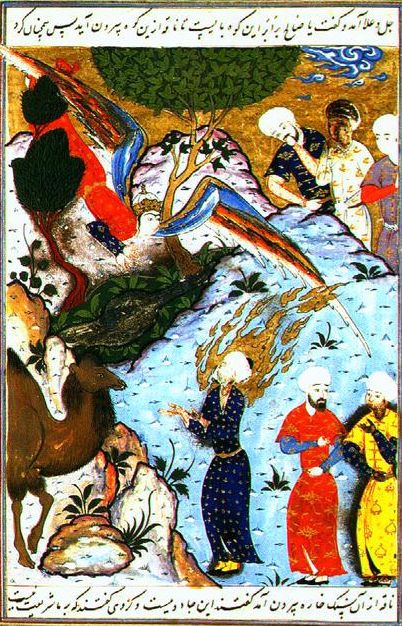
صالح و شتر

قصص الانبیاء به داستانهایی گفته می‌شود که از قرآن یا تفاسیر معتبر قرآن نشات گرفته شده باشند.
از بهترین نمونه‌های قصص الانبیاء می‌توان به کتب مؤلفین زیر اشاره برد:
- ابواسحاق ابراهیم بن منصور بن خلف نیشابوری در سده پنجم قمری[۱][۲][۳]
- کسائی کوفی در سده دوم قمری
- اسماعیل بن کثیر
- ابومنصور عبدالملک ثعالبی (کتاب عرائس المجالس)